# 頂箭石
頂箭石（學名：Acroteuthis）是生存在早白堊紀海洋中的一屬箭石。牠們的游泳速度可能很慢。其化石分布於舊蘇聯地區、加拿大和格陵蘭等地。

## 特徵
頂箭石有著巨大結實的錐狀鞘，朝末端逐漸縮小，尾端粗鈍。圓柱形的中穴很深，側面有溝槽。

## 外部連結
- Acroteuthis in the Paleobiology Database